# Cramant

Cramant este o comună în departamentul Marne, Franța. În 2009 avea o populație de 884 de locuitori.